# Рождествено (Александровский район)
Рождествено — деревня в Александровском районе Владимирской области, входит в состав Андреевского сельского поселения.

## География
Деревня расположена на берегу реки Малый Киржач в 9 км на юго-запад от центра поселения села Андреевское и в 11 км на юго-восток от Александрова.

## История
В начале XVII столетия существовала в селе приходская церковь, в патриарших окладных книгах под 1628 годом значится «церковь Рождества Христова в государевом дворцовом селе Рождественом». 
В 1703 году вместо этой церкви построена была нова деревянная и освящена в честь того же праздника. 
В 1762 году в Рождествине церковь сгорела и прихожане снова построили деревянную церковь. 
В 1836 году вместо деревянной церкви построена была каменная с колокольней. Престолов в ней было два: в холодной в честь Рождества Христова, в трапезе теплой в честь Преображения Господня. Приход состоял из села Рождествина и деревень: Федяева, Курманихи, Макаровки, Большого Маринкина, Малого Маринкина, Бельтенки, Бурковки. В селе Рождествине имелась земская народная школа, учащихся в 1892-93 годах было 40. В годы Советской Власти церковь была полностью разрушена. В 1905 году в селе числилось 24 двора.
В конце XIX — начале XX века село входило в состав Андреевской волости Александровского уезда.
С 1929 года деревня входила в состав Махринского сельсовета Александровского района. 
В 2002 году на месте разрушенного Христорождественского храма в селе была построена Часовня Спаса Преображения.

## Дело Владимира Осипова
Владимир Николаевич Осипов, русский публицист, общественный деятель и диссидент, проживал в деревне Рождествено в 1970-х годах. После освобождения из Дубровлага в 1968 году ему было предписано жить за 101-м километром от крупных городов. В 1970 году Осипов обосновался в Александрове, где работал пожарным и начал выпускать самиздатовский журнал "Вече". В деревне Рождествено у Осипова был дом. Летом 1974 года местные подростки проникли в этот дом и обнаружили различные документы и материалы журнала. Часть документов была уничтожена, некоторые попали в милицию. В результате 28 ноября 1974 года Осипова арестовали и вновь отправили в заключение в Дубравлаг.
Со временем дом пришел в запустение, в девяностых от дома ничего не осталось. 

## В культуре
- Поэтесса Аида Хмелева (также известная как Любовь Топешкина и Любовь Молоденкова), первая жена Владимира Осипова, упоминает, что песня "Город золотой" написана Алексеем Хвостенко в деревне Рождествено:

– Ну, как... Алеша сидел на лавочке у нашего дома в деревне Рождествено, подбирал музыку, чуть ли не на балалаечке. Музыки он не сочинял, а брал для своих песен готовые произведения и писал к ним стихи. Потом приехал Анри Волохонский, его приятель из Питера. Его участие заключалось в том, что он подчистил в тексте отдельные слова и фразы, которые казались ему неуклюжими. Но по-моему, не в этом стихе, а в песне «Благовещенье» на музыку Баха, очень красивой. Сам Анри не писал конкретных стихов. Он сочинял заумь (у меня есть его сборник). То, что песню приписывают Волохонскому, Хвост знал и не возражал против этого, раз уж тот вносил какие-то правки. Так же, как и не возражал против использования ее Гребенщиковым, даже в искаженном виде (вместо «над небом голубым» он поет «под небом голубым», что лишает песню ее мистического смысла).

## Население
| 1859 | 1905 | 1926 | 2002 | 2010 | 2021 |
| ---- | ---- | ---- | ---- | ---- | ---- |
| 188  | ↗200 | ↘172 | ↘5   | ↗11  | →11  |

## Достопримечательности
В деревне находятся Часовня Спаса Преображения (2002)